# Gewoon krulmos
Gewoon krulmos (Funaria hygrometrica) is een soort bladmos uit het geslacht krulmos (Funaria). Het behoort tot de meest algemene mossen in Nederland en België.

## Kenmerken
Gewoon krulmos groeit in groepen of in uitgestrekte, min of meer dichte gazons. Het is een heldergroene knop- of rozetvormige plantje. Het blad is omgekeerd eivormig, kort toegespitst, doorschijnend. Zelden hebben ze een zeer korte bladnerf die anders eindigt in de bladtop. Met een loep zijn netwerkvormige cellen te zien. De mannelijke planten vormen antheridiën aan het uiteinde van de bladrozet. De laminacellen zijn rechthoekig of langwerpig hexagonaal van vorm, ongeveer 50 tot 100 µm lang en 25 tot 50 µm breed. In het bovenste deel van het blad zijn ze op zijn minst rechthoekig, maar nooit afgerond. Vegetatieve rozetten kunnen herkend worden aan de breed spatelvormige bladen met grote bladcellen, maar verwarring blijft mogelijk met gewoon knikkertjesmos (Physcomitrium pyriforme).
De kapselsteel als zwanenhals gebogen. Jonge kapsels zijn transparant. Bij jonge kapsels is het huikje (calyptra) lang en spits en staat dwars op de capsule. Het peristoom is dubbel gevormd en altijd goed ontwikkeld. Het koepelvormige operculum heeft geen top, is glad en zit op de ring van de capsule aan de basis. De meestal gladde sporen zijn gemiddeld zo'n 12–22 µm groot. Sporogonen zijn er altijd in overvloed. Rijping kan het hele jaar door plaatsvinden.

## Ecologie
Het komt vooral voorkomend op eutrofe, ruderale plaatsen als braakliggende terreinen, halfverharde wegen, etc. Het is pyrofytische soort.

### Syntaxonomie
In de syntaxonomie staat gewoon krulmos te boek als transgrediërende kensoort voor de krulmos-associatie (Funarietum hygrometricae), een associatie uit de smaragdsteeltjes-klasse.

## Levenswijze
Gewoon krulmos verspreidt zich via sporen door de lucht. De sporen van dit mos behouden een tiental jaren kiemkracht.  

## Verspreiding
Gewoon krulmos kent een kosmopolitische verspreiding. Het is een veel voorkomend mos in Centraal-Europa. In Nederland komt het zeer algemeen voor. Het is niet bedreigd en het staat niet op de rode lijst.

## Fotogalerij

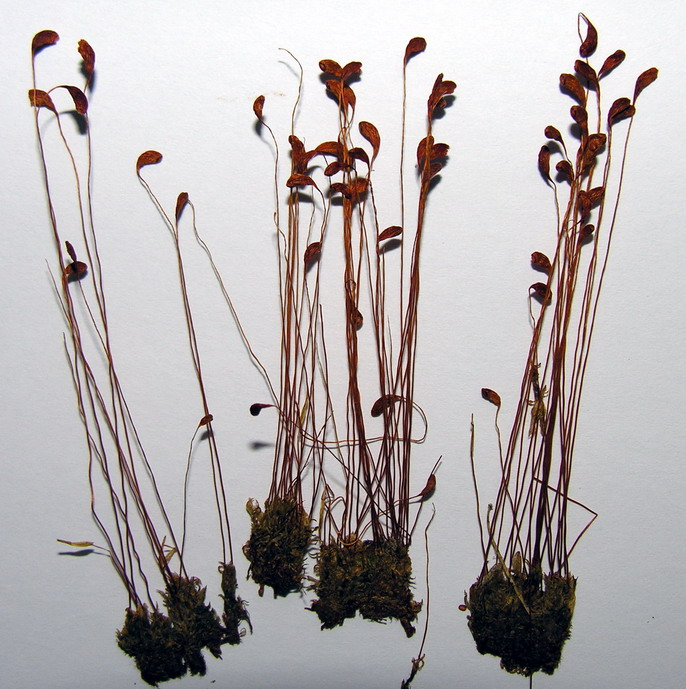
Hele plant
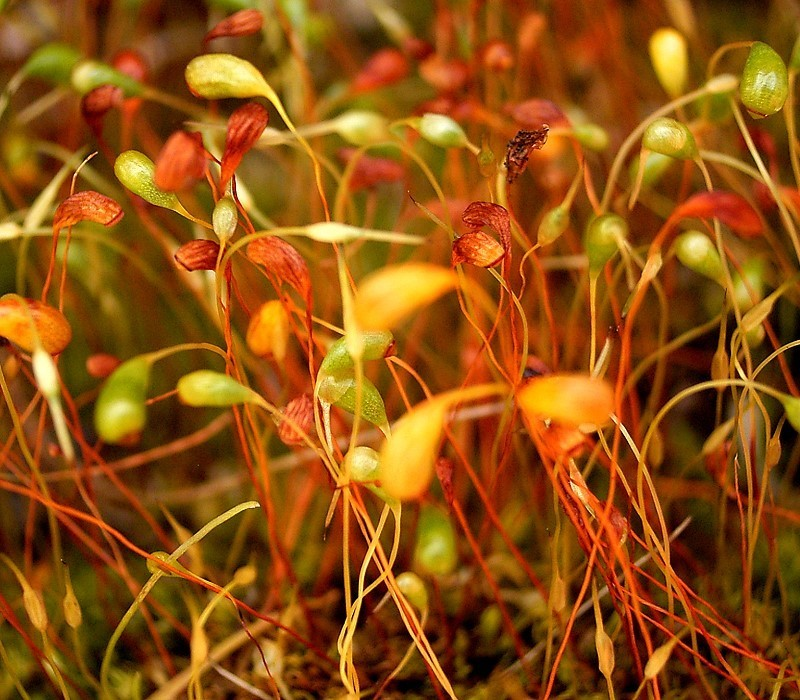
Sporendoosjes
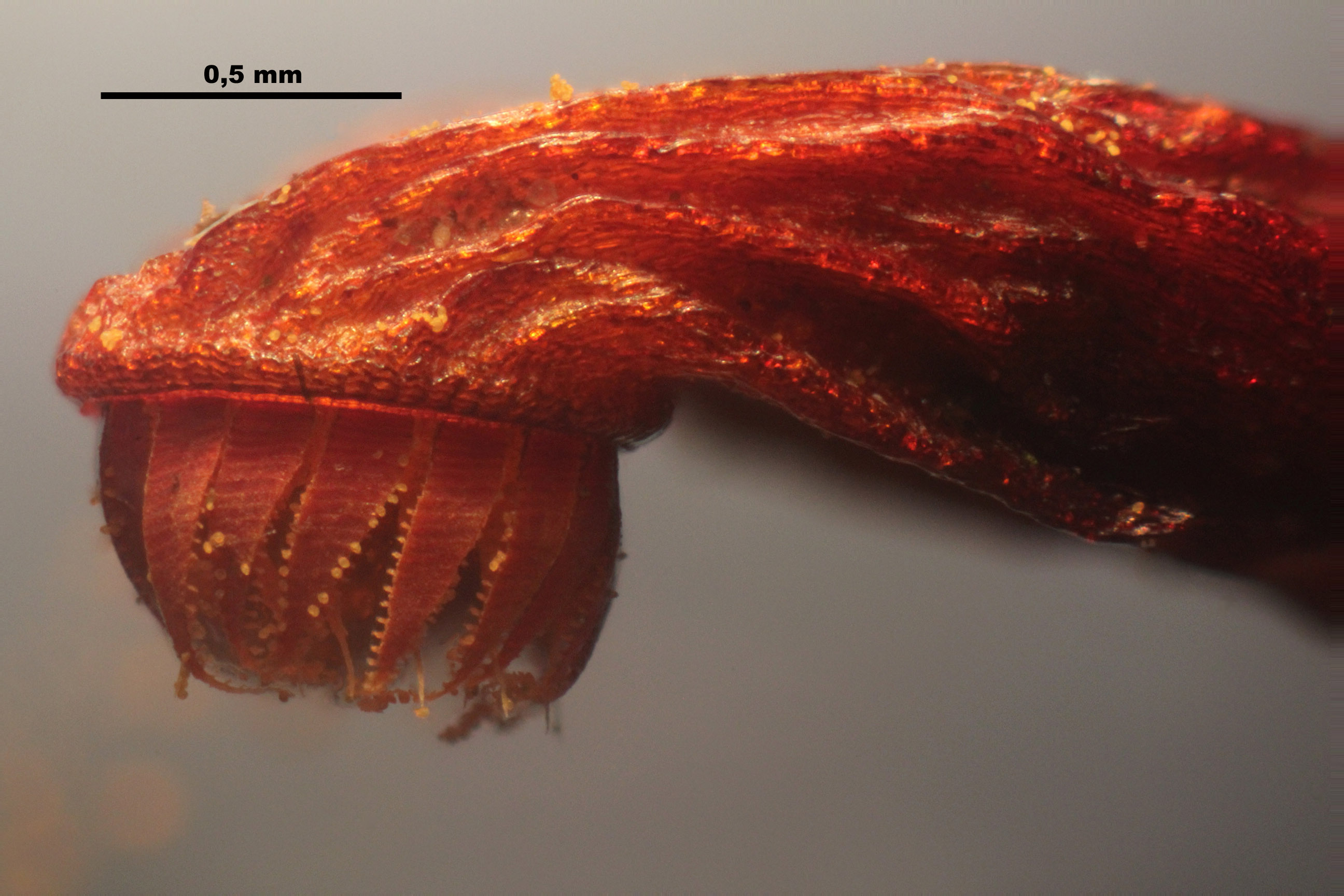
Sporenkapsel
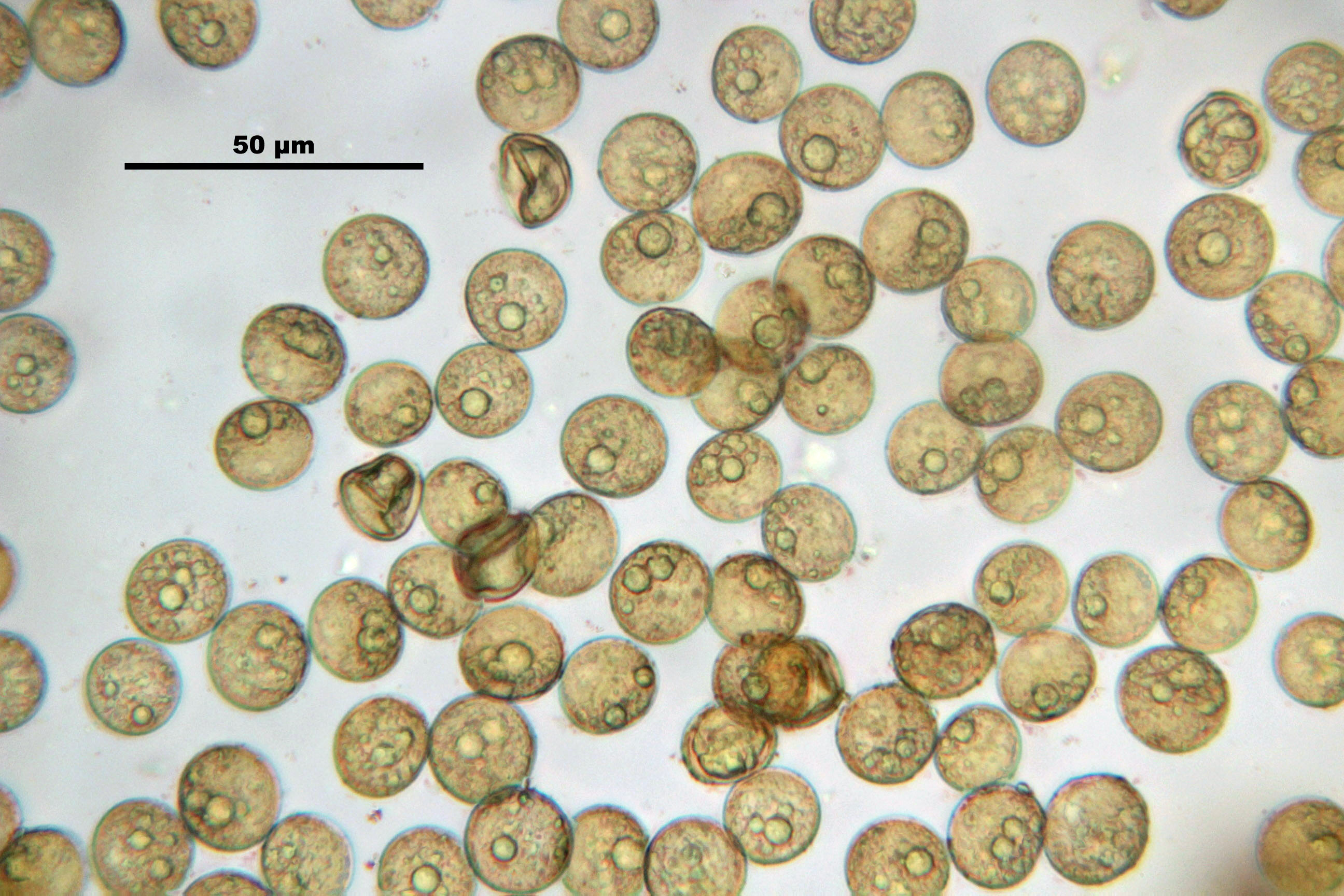
Sporen
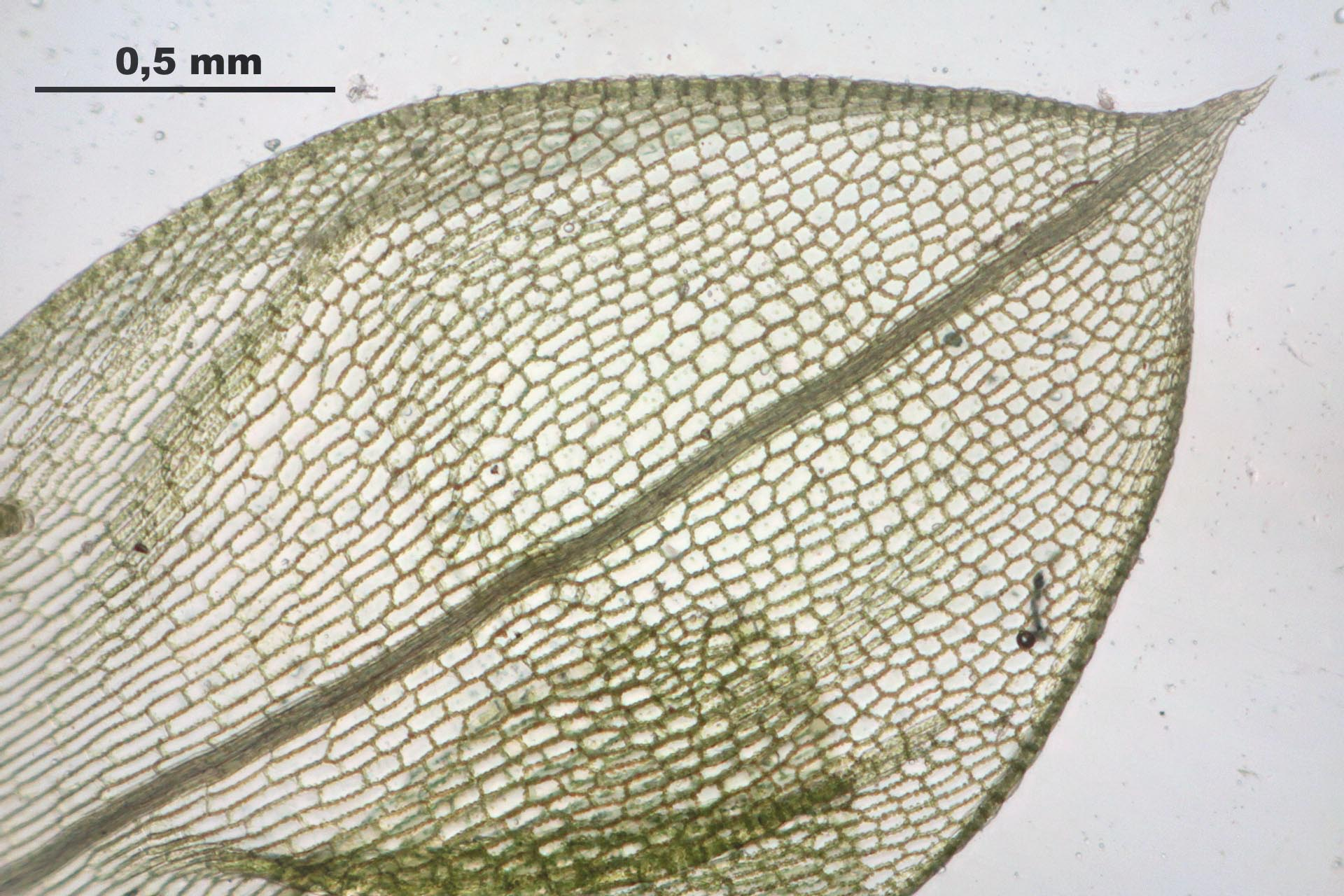
Blad
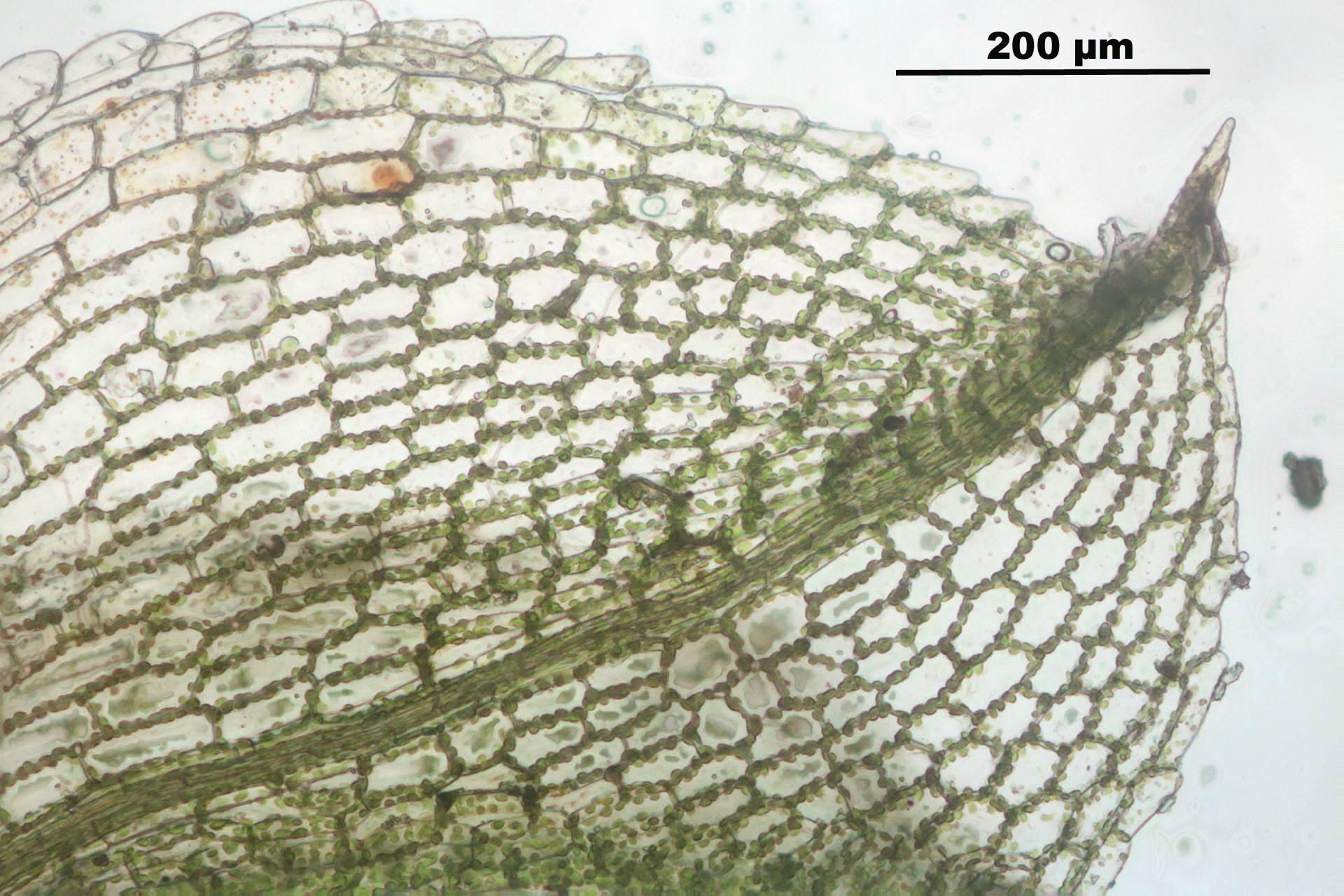
Bladtop